# Dekefjellet
Dekefjellet ist ein länglicher, teilweise schneebedeckter und 5 km langer Berg im ostantarktischen Königin-Maud-Land. Er wird 2,5 km westlich des Skavlrimen in den Weyprechtbergen  der Hoelfjella vom Kamskaya Peak überragt.
Entdeckt und anhand von Luftaufnahmen kartiert wurde der Berg bei der Deutschen Antarktischen Expedition (1938–1939) unter der Leitung Alfred Ritschers. Eine neuerliche Kartierung anhand von Vermessungen und weiterer Luftaufnahmen erfolgte bei der Dritten Norwegischen Antarktisexpedition (1956–1960).